# Experiment de Schiehallion

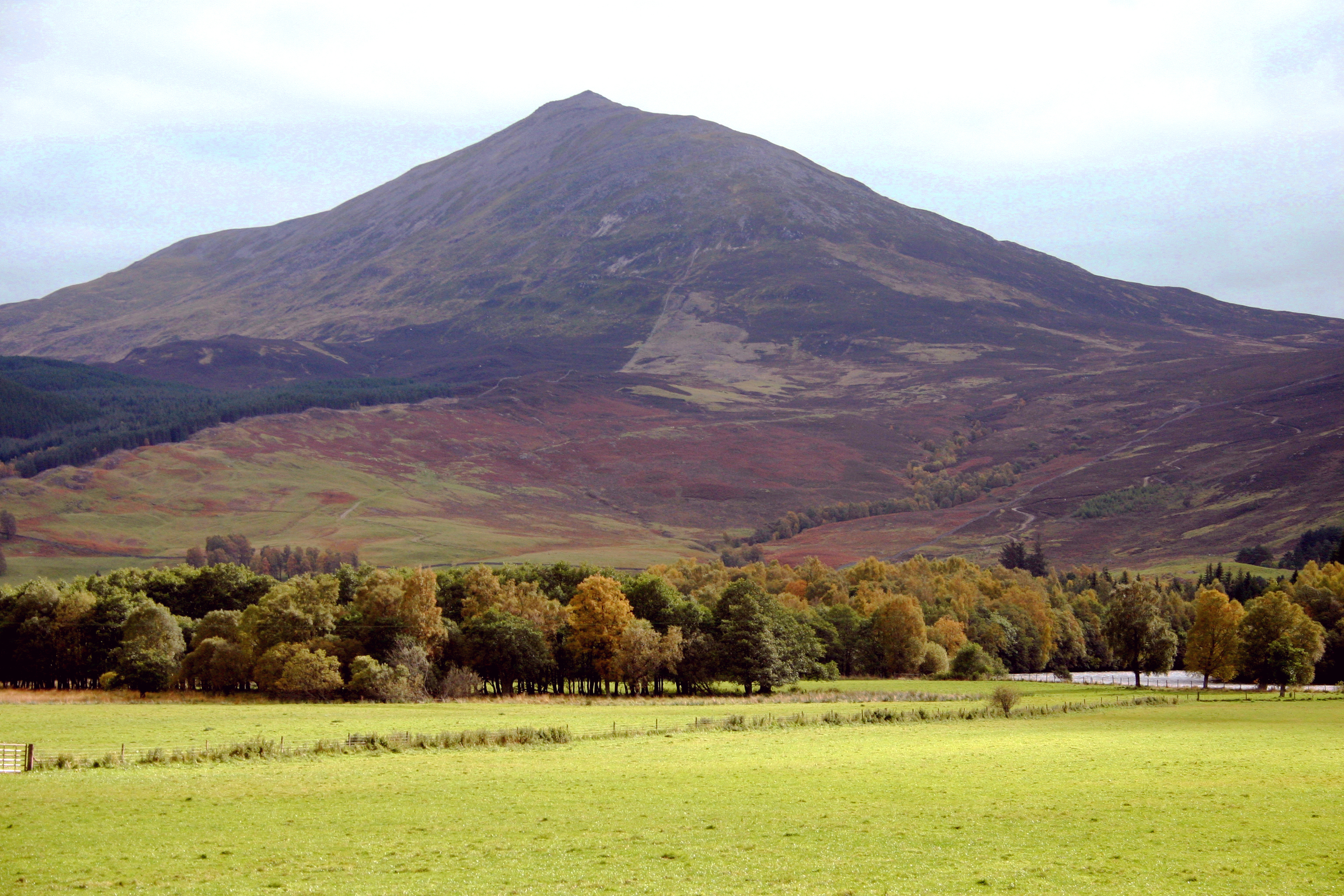
La muntanya de Schiehallion: la seva situació aïllada (per evitar altres influències) i la seva forma simètrica (millor estimació del seu volum) van fer d'ella un bon emplaçament per a l'experiment.

L'experiment de Schiehallion va ser un experiment científic realitzat al segle xviii per determinar la densitat mitjana de la Terra. Es va dur a terme a mitjans de 1774 al voltant de la muntanya escocesa de Schiehallion, al comtat de Perthshire. L'experiment, finançat per la Reial Societat de Londres, va consistir a mesurar les lleugeres variacions que patia un pèndol degudes a l'atracció gravitatòria d'una muntanya propera. Després de la recerca de muntanyes candidates, Schiehallion va ser considerada la localització ideal per fer-ho gràcies a la seva situació aïllada i la seva forma simètrica.
Isaac Newton ja havia considerat prèviament la realització de l'experiment com a demostració pràctica de la seva teoria de la gravitació en els seus  Principia , però finalment va rebutjar la idea. No obstant això, un equip de científics, entre els quals hi havia l'Astrònom Reial Nevil Maskelyne, es van convèncer que l'efecte seria detectable i es van comprometre a fer-ho.
L'angle de desviació depenia dels volums i densitats relatives entre la Terra i la muntanya: si es determinava el volum i la densitat de Schiehallion, llavors podia trobar la densitat de la Terra. Una vegada determinada, es podrien obtenir aproximacions de les densitats absolutes dels altres planetes, els seus satèl·lits, i fins i tot el Sol, ja que en l'època tots ells es coneixien relatius a la densitat terrestre. A més a més, amb la realització de l'experiment es van aplicar per primera vegada les corbes de nivell a l'estudi del relleu terrestre, proporcionant una útil eina a la cartografia.

## Context històric i conceptual
Sota un camp gravitatori simètric, qualsevol pèndol queda suspès verticalment sense patir cap desviació. No obstant això, si es col·loca prop d'un objecte de massa prou gran, com podria ser una muntanya, l'atracció gravitatòria d'aquesta produiria una petita desviació en la plomada del pèndol, formant un angle respecte a la vertical. Aquest angle podria determinar pel que fa a qualsevol objecte de posició ben coneguda, com podria ser una estrella, i mesurar-se a banda i banda de la muntanya. Si s'aconseguís determinar el volum i la densitat mitjana de les seves roques, es tindria la massa de la muntanya, i extrapolant aquests valors es podria obtenir la densitat mitjana de la Terra i, per extensió, la seva massa.
Isaac Newton havia proposat aquest experiment en les seves  Principia , però va pensar que no existiria cap muntanya que produís una desviació suficient en la plomada com per a ser mesurada:
| «                                                                    | Tota una muntanya no seria suficient per produir un efecte apreciable. Una muntanya de […] tres milles d'alt i sis d'ample desviaria el pèndol tot just dos minuts d'arc que fa a la vertical; només en els planetes aquest efecte es podria apreciar. | » |
| — Isaac Newton. Philosophiae Naturalis Principia Mathematica , 1687. | |   |

Encara que Newton va deduir que una muntanya d'aquestes característiques només es desviaria dos minuts d'arc, aquest angle, encara que molt petit, podia detectar-se amb els instruments de l'època.
La realització d'aquest experiment afermaria la llei de gravitació universal de Newton, a més d'obtenir estimacions de la massa i densitat terrestres. També es podrien obtenir valors raonables de les masses d'altres cossos astronòmics, com ara els planetes, els seus satèl·lits o el Sol, ja que en aquella època es coneixia exclusivament la relació de les seves masses i densitats amb les de la Terra. Amb les dades de l'experiment també es podria haver trobat la constant de gravitació universal {\displaystyle G}, encara que aquest no fos l'objectiu dels experimentadors, no s'obtindrien valors d'aquesta constant fins a gairebé cent anys després, de manera que s'hagués qualificat d'anacronisme.

## Cerca de la muntanya

### Chimborazo, 1738

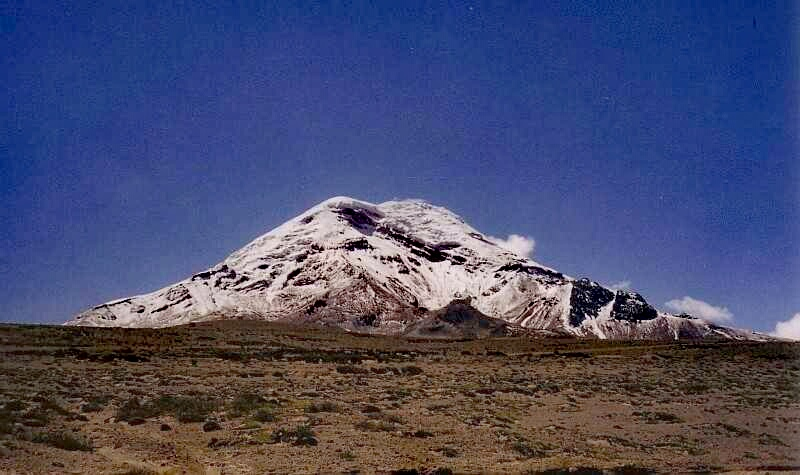
Chimborazo, a l'Equador, va ser l'emplaçament de l'experiment de 1738.

Els primers a intentar realitzar l'experiment van ser els astrònoms francesos Pierre Bouguer i Charles-Marie de La Condamine, qui van triar el volcà Chimborazo, en l'actual territori de l'Equador (en aquella època pertanyia al Virregnat del Perú), el 1738. La seva expedició havia partit cap a Amèrica del Sud en 1738 amb l'objectiu de mesurar la longitud d'un grau de latitud prop de l'equador terrestre, però van aprofitar l'oportunitat per realitzar l'experiment de la desviació del pèndol. El desembre de 1738, sota àrdues condicions climàtiques, van dur a terme un parell d'experiments a altures de 4680 i 4340 msnm.
Bouguer va escriure en un article de 1749 que van ser capaços de detectar una desviació de 8 segons d'arc, però va desestimar els resultats al·legant que l'experiment es podria haver realitzat a França o a Anglaterra sota condicions més favorables. Això no obstant, segons Bouguer va escriure, com a mínim l'experiment havia demostrat que la Terra no era una esfera buida, com alguns afirmaven en l'època, entre ells l'astrònom anglès Edmund Halley.

### Schiehallion, 1774

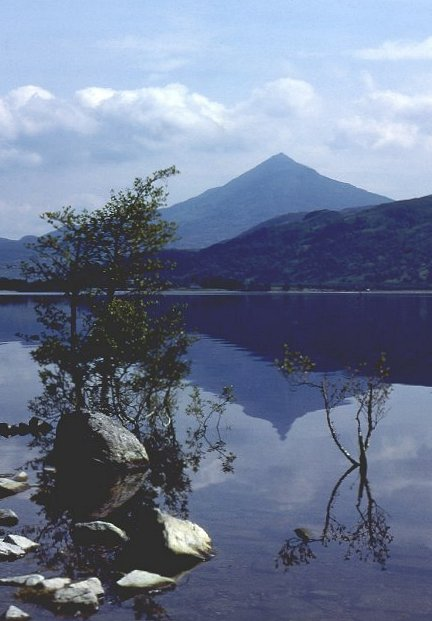
La simetria de Schiehallion vista des de Loch Rannoch.

En 1772, l'astrònom reial Nevil Maskelyne va proposar a la Reial Societat de Londres la realització de l'experiment. Inicialment va suggerir com a possibles emplaçaments la muntanya Whernside, a Yorkshire, o el massís d'Helvellyn - Skiddaw, a Cumberland, tots ells a Anglaterra. La Reial Societat de Londres va formar un Comitè d'Atracció per considerar l'assumpte, nomenant Joseph Banks, Benjamin Franklin i al mateix Maskelyne, entre els seus membres. Aquest comitè va encomanar a l'astrònom Charles Mason la tasca de trobar una muntanya adequada.
Després d'una dilatada cerca a mitjans de 1773, Mason finalment va informar que la millor candidata era Schiehallion, una muntanya de 1.083 msnm situada entre els llacs Loch Tray i Loch Rannoch, a les Terres Altes Escoceses del centre del país. Va ser triada per la seva ubicació aïllada de la resta, de tal manera que no hi hagués influències gravitatòries degut a altres elevacions, i per la simetria del seu vessant est-oest, pel fet que d'aquesta manera el seu volum podria calcular-se amb més facilitat. La gran pendent dels seus vessants nord-sud permetia que les mesures poguessin prendre prop del centre de gravetat de la muntanya, maximitzant així la desviació sobre el pèndol.
No obstant això, Mason va rebutjar la direcció de l'experiment al capdavant de la comissió per un sou d'una guinea diària. El càrrec va recaure llavors sobre Maskelyne, per a això va deixar sense atendre temporalment les seves obligacions com astrònom reial. Va ser ajudat pels matemàtics Charles Hutton i Reuben Burrow, aquest últim del Real Observatori de Greenwich. Van contractar mà d'obra per construir els observatoris que serien utilitzats en l'experiment. Entre els instruments astronòmics s'incloïen: Un quadrant de 30 cm que James Cook utilitzaria més endavant en l'expedició de 1789 per observar el trànsit de Venus, un sector zenital (telescopi situat en posició gairebé vertical) de 3 m, i un regulador (rellotge de pèndol molt precís) per comptabilitzar el temps en les observacions astronòmiques. Van adquirir també un teodolit i una cadena de Gunter per a l'estudi de la muntanya, a més de dos baròmetres per determinar altituds. La Reial Societat de Londres va finançar generosament l'experiment, pel fet que l'expedició del trànsit de Venus esdevinguda uns anys abans havia estat pagada gairebé íntegrament pel rei Jordi III del Regne Unit.

## Mesuraments

### Astronòmiques

L'angle de desviació és la diferència entre el zenit real, determinada mitjançant astrometria, i el zenit aparent, segons la posició de la plomada.

Es van construir dos observatoris al nord i al sud de la muntanya, a més d'una cabana per allotjar als científics i tot el seu material. No obstant això, la majoria de la mà d'obra va ser allotjada en tosques tendes de lona. Els mesuraments astronòmics de Maskelyne van ser els primeres a realitzar-se. Per això va ser necessari determinar prèviament les distàncies zenitals que fa a la plomada per un conjunt d'estrelles en el moment en què passaven exactament pel sud. Les condicions climàtiques es van tornar sovint complicades a causa de la boira i la pluja. Tot i així, l'observatori situat al sud va aconseguir obtenir 76 mesuraments de 34 estrelles en una direcció, i 93 observacions de 39 estrelles en l'altra, el del nord va aconseguir 68 i 100 observacions de 32 i 37 estrelles, respectivament. Van evitar els errors sistemàtics per col·limació que poguessin haver sorgit en el sector zenital, mitjançant la realització de diversos mesuraments amb el sector apuntant a l'est, i posteriorment a l'oest.
Per determinar la desviació deguda a la muntanya, va ser necessari tenir en compte la curvatura de la Terra: qualsevol canvi en la latitud de l'observador, es veuria també acompanyat per un canvi en el seu zenit local. Després comptabilitzar els efectes d'altres fenòmens astronòmics, com la precessió, l'aberració de la llum o la nutació, Maskelyne va calcular que la diferència entre els zenits locals dels observadors situats al nord i al sud de la muntanya seria de 54,6 segons d'arc. Quan l'equip d'agrimensors va mesurar una diferència de 42, 94 "de latitud entre els dos observatoris, Maskelyne va poder sostreure la contribució d'aquest terme, i va poder finalment calcular la diferència en la desviació mesura: 11,6".
Maskelyne va publicar el 1775 els resultats inicials en les  Transaccions Filosòfiques de la Reial Societat de Londres , utilitzant les dades preliminars de la posició del centre de gravetat de la muntanya. Això el va portar a calcular una desviació de 20,9 "suposant que les densitats mitjanes de Schiehallion i de la Terra fossin iguals. Com el resultat obtingut era la meitat d'aquest valor, va concloure que la densitat mitjana de la Terra era aproximadament el doble que la de Schiehallion, a l'espera de valors més precisos sobre la densitat de la muntanya que haurien de dur a terme els agrimensors.
No obstant això, Maskelyne va escriure que la llei de gravitació universal de Newton havia estat confirmada, perquè encara que els resultats fossin encara poc precisos, després de tot quedava demostrat que les muntanyes produïen una atracció gravitacional; el biògraf Alexander Chalmers escriuria posteriorment el 1816 que «si encara quedava algun dubte respecte a la veracitat del sistema newtonià, ara s'ha dissipat del tot». La Reial Societat de Londres va atorgar a Maskelyne la Medalla Copley en 1775.

### Agrimensura
El treball d'agrimensura es va complicar a causa de les inclemències meteorològiques, de manera que la tasca es va perllongar fins a 1776. Per calcular el volum de la muntanya va ser necessari dividir-la en una sèrie de prismes verticals i calcular el volum de cada un per separat. Per a la tasca de triangulació, dirigida per Charles Hutton, els agrimensors van obtenir milers de mesuraments en centenars de punts de la muntanya. A més, els vèrtexs dels prismes de vegades no coincidien exactament amb les altures mesures. Per donar sentit a totes les dades, interpolaren una sèrie de línies a intervals fixos entre els valors mesurats, assenyalant els punts situats a la mateixa alçada. Després d'això, no només determinar fàcilment les alçades dels prismes, sinó que de les línies podia obtenir ràpidament una primera impressió del relleu del terreny. Hutton havia inventat les denominades corbes de nivell, que serien àmpliament utilitzades en cartografia.
| Taula de densitats del sistema solar d'Hutton | Taula de densitats del sistema solar d'Hutton | Taula de densitats del sistema solar d'Hutton |
| Objecte                                       | Densitat, kg.·m−3                             | Densitat, kg.·m−3                             |
| Objecte                                       | Hutton, 1778                                  | Valor actual                                  |
| --------------------------------------------- | --------------------------------------------- | --------------------------------------------- |
| Sol                                           | 1100                                          | 1408                                          |
| Mercuri                                       | 9200                                          | 5427                                          |
| Venus                                         | 5800                                          | 5204                                          |
| Terra                                         | 4500                                          | 5515                                          |
| Lluna                                         | 3100                                          | 3340                                          |
| Mart                                          | 3300                                          | 3934                                          |
| Júpiter                                       | 1100                                          | 1326                                          |
| Saturn                                        | 410                                           | 687                                           |

Hutton va haver de realitzar el laboriós procés de calcular les atraccions individuals degudes a cada un dels prismes. Aquest càlcul el va mantenir ocupat durant dos anys abans que el 1778 publiqués els resultats en un article de cent pàgines en  Transaccions Filosòfiques de la Reial Societat de Londres . Va calcular que, si la densitat de la Terra i la de la muntanya són iguals, l'atracció de la Terra sobre la plomada seria 9933 vegades la de la muntanya. Com la desviació real de la plomada va ser d'11,6", i aquesta implicava una relació 17.804:1 després comptar l'efecte de la latitud en la gravetat, va poder així determinar que la densitat mitjana de la Terra era de {\displaystyle {\tfrac {17.804}{9933}}}, és a dir, aproximadament {\displaystyle {\tfrac {9}{5}}} de la densitat mitjana de la muntanya. El llarg procés d'agrimensura de la muntanya tot just va afectar els càlculs inicials de Maskelyne. Hutton va determinar que la densitat de Schiehallion era de 2.500 kg.·m−3 i, per tant, la densitat de la Terra corresponia a {\displaystyle {\tfrac {9}{5}}} d'aquest valor, és a dir, 4500 kg.·m−3. (aquest valor és discrepant en un 20% respecte al valor actualment acceptat de 5515 kg.·m−3.).
El fet que la densitat mitjana de la Terra fos apreciablement major que la de les roques superficials significava que hi havia capes de major densitat en les seves profunditats. Hutton va conjecturar correctament que el nucli terrestre havia d'estar compost per materials metàl·lics, i que podria tenir una densitat d'uns 10.000 kg.·m−3. Segons les seves estimacions, aquesta part metàl·lica ocuparia el 65% del diàmetre de la Terra. Amb el valor mitjà de la densitat terrestre ja calculat, Hutton va poder assignar valors absoluts a les densitats dels planetes a partir dels relatius de la taula de Joseph Lalande.

## Repeticions i variacions de l'experiment

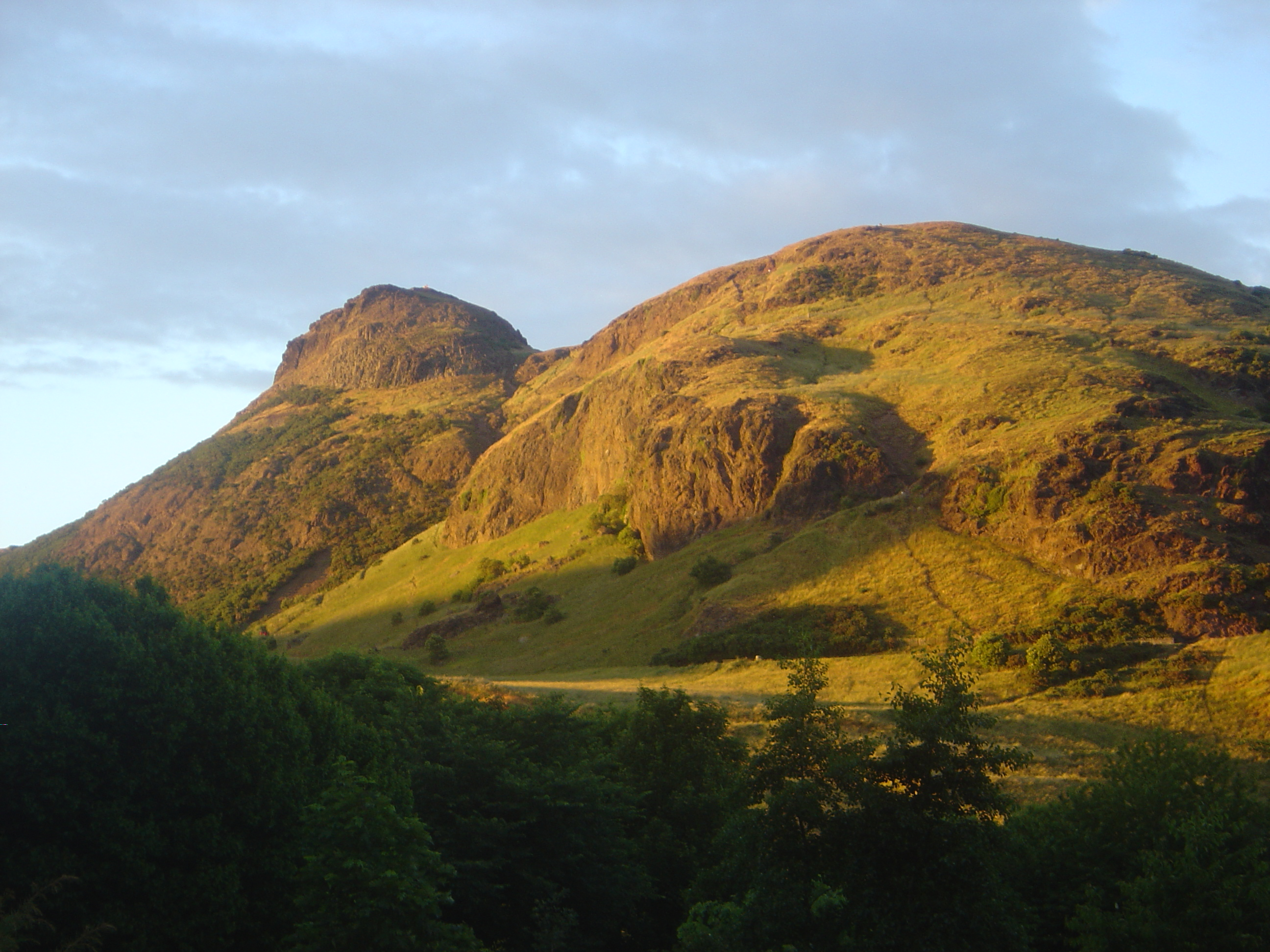
Arthur's Seat, a Edimburg, va ser el lloc escollit per Henry James el 1856 per repetir l'experiment.

El 1798, 24 anys després de l'experiment de Schiehallion, Henry Cavendish va idear una manera més precisa de determinar la densitat mitjana de la Terra. Utilitzant una balança de torsió molt sensible per mesurar l'atracció entre dues grans masses de plom, Cavendish va obtenir un valor de 5448 ± 0,033 kg.·m−3, amb una discrepància de només l'1% respecte a l'actual de 5.515 kg.·m−3.
Aquest resultat no va aconseguir millorar fins a 1895; Charles Boys va obtenir un valor de 5.527 kg.·m−3 amb el mateix dispositiu experimental que Cavendish, només que millorat amb la utilització de fibres de quars molt fines.
En 1811 John Playfair va dur a terme un segon estudi de Schiehallion; després de considerar que els estrats de les roques estaven compostos per materials diferents, va suggerir una densitat entre 4560 i 4870 kg.·m−3, encara que Hutton va defensar posteriorment en un article de 1821 el valor original.
Els càlculs de Playfair havien millorat el valor de la densitat respecte a l'actual, però aquest era encara massa baix i significativament pitjor que el calculat per Cavendish uns anys abans.
L'experiment de Schiehallion va ser repetit en 1856 per Henry James, director general de l'Ordnance Survey, escollint aquesta vegada la muntanya Arthur's Seat, en Edimburg.
Amb els recursos de l'Ordnance Survey a la seva disposició, James va ampliar l'estudi topogràfic a 21 quilòmetres a la rodona, fins als límits de Midlothian. Va obtenir una densitat de 5300 kg·m−3.
El 2005 es va realitzar una variació de l'experiment de 1774: en comptes de calcular diferències locals en el zenit, es va comparar de manera molt precisa el període d'un pèndol al cim i als peus de Schiehallion. El període d'un pèndol es relaciona amb l'acceleració de la gravetat local {\displaystyle g}; com a la part alta de la muntanya {\displaystyle g} és menor, el període del pèndol serà més gran (el pèndol es mourà més lentament), però la massa de la muntanya contribueix a reduir aquesta diferència. Aquest experiment té l'avantatge de ser més senzill de realitzar que l'original de 1774, encara que per aconseguir la precisió desitjada ha de poder mesurar el període del pèndol en una part entre un milió. L'experiment va donar un valor per a la massa de la Terra de 8,1 ± 2,4 {\displaystyle \times } 10 24 kg.,
corresponent a una densitat mitjana de 7500 ± 1900 kg.·m−3.
Des de l'experiment de 1774 s'han pogut reexaminar les dades geofísiques, pel que actualment es poden tenir en compte alguns factors que originalment no van ser possibles. Gràcies a un model digital de terreny que abasta una regió de 120 km de radi s'ha aconseguit millorar el coneixement de la geologia de Schiehallion, i, mitjançant l'ajuda d'un computador el 2007, es va determinar en 5480 ± 250 kg.·m−3 la densitat mitjana de la Terra. Comparat amb el valor actual, 5.515 kg.·m−3, s'adverteix la gran precisió de les mesures astronòmiques de Maskelyne.

## Procediment matemàtic

Diagrama de forces de Schiehallion, on l'angle de desviació s'ha exagerat.

Per tal de simplificar l'experiment, només serà analitzada l'atracció en un dels costats de la muntanya. Una plomada de massa {\displaystyle m} està situada a una distància {\displaystyle d} del centre de gravetat {\displaystyle P} de la muntanya de massa {\displaystyle M_{M}} i densitat {\displaystyle \rho _{M}}. Es desvia un petit angle {\displaystyle \theta } causa de l'atracció {\displaystyle F} que la muntanya exerceix cap {\displaystyle P}, sent {\displaystyle W} el pes de la plomada, el qual apunta cap al centre de la Terra. El vector suma de les forces {\displaystyle W} i {\displaystyle F} resulta ser la Tensió mecànica {\displaystyle T} de la corda que sosté el pèndol. La Terra té massa {\displaystyle m_{t}}, ràdio {\displaystyle r_{T}} i densitat {\displaystyle \rho _{T}}.
Les dues forces gravitatòries exercides sobre la plomada venen donades per la llei de gravitació de Newton:
{\displaystyle F={\frac {G\,m\,M_{M}}{d^{2}}},\quad W={\frac {G\,m\,m_{t}}{r_{T}^{2}}}}
on {\displaystyle G} és la constant de gravitació universal. Dividint les dues magnituds, {\displaystyle G} i {\displaystyle m} es poden eliminar:
{\displaystyle {\frac {F}{W}}={\frac {(G\,m\,M_{M})\,/\,d^{2}}{(G\,m\,m_{t})\,/\,r_{T}^{2}}}={\frac {M_{M}}{m_{t}}}{\left({\frac {r_{T}}{d}}\right)}^{2}={\frac {\rho _{M}}{\rho _{T}}}{\frac {V_{M}}{V_{T}}}{\left({\frac {r_{T}}{d}}\right)}^{2}}
on {\displaystyle V_{M}} i {\displaystyle V_{T}} són els volums de la muntanya i de la Terra, respectivament. En situació d'equilibri, els components vertical i horitzontal de la tensió de la corda {\displaystyle T} es poden relacionar amb les forces gravitatòries i amb l'angle de desviació{\displaystyle \theta }:
{\displaystyle W=T\cos \theta ,\quad F=T\sin \theta }
D'aquesta manera s'obté:
{\displaystyle \tan \theta ={\frac {F}{W}}={\frac {\rho _{M}}{\rho _{T}}}{\frac {V_{M}}{V_{T}}}{\left({\frac {r_{T}}{d}}\right)}^{2}}
com es coneixen els valors de {\displaystyle V_{T}}, {\displaystyle V_{M}}, {\displaystyle d} i {\displaystyle r_{T}}, mesurant l'angle de desviació {\displaystyle \theta } es pot obtenir un valor per a la relació {\displaystyle {\tfrac {\rho _{T}}{\rho _{M}}}}:
{\displaystyle {\frac {\rho _{T}}{\rho _{M}}}={\frac {V_{M}}{V_{T}}}{\left({\frac {r_{T}}{d}}\right)}^{2}{\frac {1}{\tan \theta }}}